# Шатташкем
Шатташкем — деревня в Тоншаевском муниципальном округе Нижегородской области России.

## География
Деревня находится в северо-восточной части Нижегородской области, в подзоне южной тайги, в пределах северных склонов Марийско-Вятского Увала, на правом берегу реки Арба, на расстоянии приблизительно 24 км (по прямой) к юго-востоку от Тоншаево, административного центра округа. Абсолютная высота — 109 м над уровнем моря.
Климат
Климат характеризуется как умеренно континентальный, влажный, с относительно коротким умеренно тёплым летом и холодной продолжительной зимой. Среднегодовая температура — 2,6 °C. Средняя температура воздуха самого тёплого месяца (июля) — 17,8 °C (абсолютный максимум — 37 °C); самого холодного (января) — −13,3 °C (абсолютный минимум — −46 °C). Продолжительность безморозного периода составляет 113 дней. Среднегодовое количество атмосферных осадков составляет около 566 мм.
Часовой пояс
Деревня Шатташкем, как и вся Нижегородская область, находится в часовой зоне МСК (московское время). Смещение применяемого времени относительно UTC составляет +3:00.

## Население
| 2002 | 2010 |
| ---- | ---- |
| 5    | ↘1   |

Национальный состав
Согласно результатам переписи 2002 года, в национальной структуре населения русские составляли 100 %.